# قشلاق سيدلر سيف الله (مقاطعة بيله سوار)
قشلاق سیدلر سیف الله (بالفارسية: قشلاق سیدلرسیف اله) هي مستوطنة تقع في إيران في قسم قشلاق الجنوبي الريفي. يقدر عدد سكانها بـ 17 نسمة .